# Helmut Kohl
Helmut Josef Michael Kohl, född 3 april 1930 i Ludwigshafen, Rheinland-Pfalz, död 16 juni 2017 på samma ort, var en tysk kristdemokratisk politiker som var förbundskansler 1982–1998 och ledamot av förbundsdagen 1976–2002. 
Kohl var ministerpresident  i Rheinland-Pfalz 1969–1976, och CDU:s partiledare (Christlich Demokratische Union) 1973–1998. Han blev förbundskansler 1982 sedan den socialdemokratiske förbundskanslern Helmut Schmidt förlorat ett misstroendevotum.
Kohl var en av de största förespråkarna för ett enande av Väst- och Östtyskland och blev också det återförenade Tysklands förste förbundskansler 1990. Han var förespråkare för en långtgående ekonomisk och politisk europeisk union, Europeiska unionen. Efter att Kohl avgått som förbundskansler framfördes anklagelser om korruption mot honom.

## Tidiga år
Helmut Kohl föddes 1930 i Ludwigshafen som det tredje barnet i familjen Kohl med fadern Hans Kohl (1887–1975) och modern Cäcilie född Schnur (1890–1979). Familjen kom ursprungligen från Greussenheim.[källa behövs] Kohl växte upp i en borgerlig-konservativ familj präglad av katolicismen. Hans familj var inte nazister men hans äldre bror stupade i andra världskriget. Helmut blev själv inkallad i slutet av kriget som hjälpsoldat i Wehrmacht, men behövde inte delta i strid. Kohl växte upp i stadsdelen Friesenheim i Ludwigshafen. Han gick grundskola på Ruprechtschule, sedan på Max-Planck-Gymnasium.
1950 började han studera juridik i Frankfurt am Main. 1951 flyttade han till Heidelbergs universitet med historia och statskunskap som huvudämnen. 1956 avslutade han sina studier och började arbeta som vetenskaplig medarbetare vid Alfred-Weber-Institut på universitetet i Heidelberg. 1958 disputerade han med arbetet Die politische Entwicklung in der Pfalz und das Wiedererstehen der Parteien nach 1945 för professor Walther Peter Fuchs (1905–1997). Därefter blev han direktionsassistent vid ett järngjuteri i Ludwigshafen och 1959 referent vid Industrieverband Chemie i Ludwigshafen.

## Politisk karriär

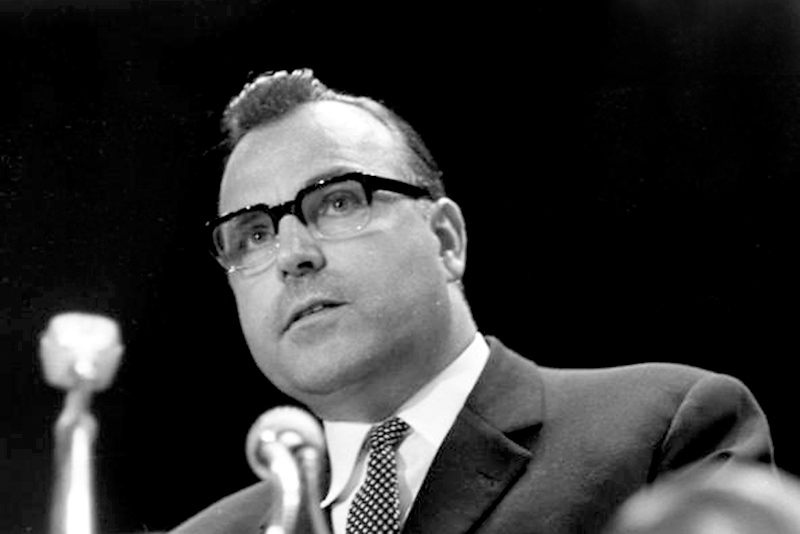
Helmut Kohl i Ludwigshafen 1969.

Kohl gick med i CDU redan som skolelev 1946 och var med och grundade en avdelning inom ungdomsförbundet Junge Union i hemstaden Ludwigshafen 1947. Han fortsatte sina politiska aktiviteter under studietiden.
1953 blev han medlem av CDU:s arbetande styrelse i Rheinland-Pfalz, 1954 ställföreträdande ordförande för Junge Union i Rheinland-Pfalz, 1955 medlem av CDU:s delstatsstyrelse Rheinland-Pfalz. 1959 blev han ordförande för CDU i Ludwigshafen. 1960–1969 var han ledare för CDU:s partigrupp i Ludwigshafen och från 1963 ordförande för CDU:s partigrupp i lantdagen i Rheinland-Pfalz. 1966–1974 var han ordförande för CDU i Rheinland-Pfalz, 1966 blev han medlem av CDU:s förbundsstyrelse och från 1969 dess ställföreträdande ordförande.

### Ministerpresident

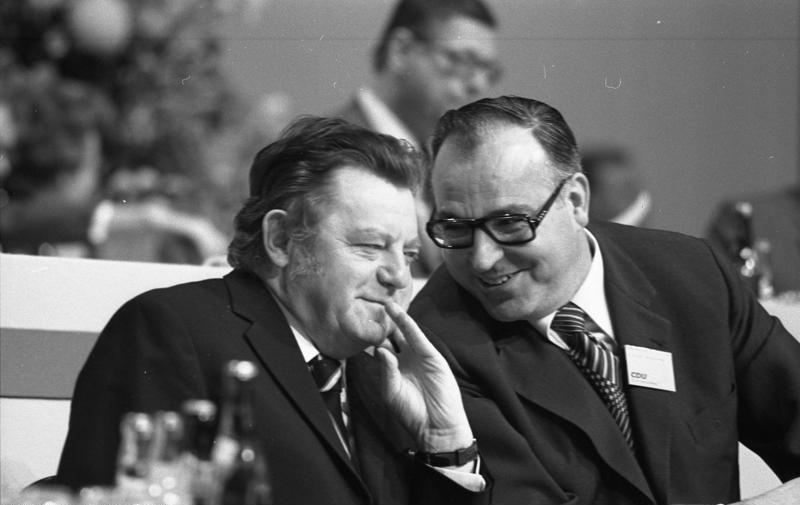
Vid CDU:s partikongress 1973 tillsammans med Franz Josef Strauss.

1969 blev Helmut Kohl ministerpresident i den västtyska delstaten Rheinland-Pfalz och efterträdde Peter Altmeier. Under Kohls tid vid makten skedde en områdesreform och Universität Trier-Kaiserslautern grundades. 1971 kandiderade Kohl för att bli partiordförande för CDU, men förlorade mot Rainer Barzel. Efter Barzels misslyckade misstroendevotum mot förbundskansler Willy Brandt (SPD) 1972, kunde Kohl 1973 ta över som partiordförande, en post han skulle ha fram till 7 november 1998.

### Oppositionsledare
Vid förbundsdagsvalet 1976 ställde Kohl för första gången upp som kanslerkandidat. CDU/CSU förlorade knappt – de fick 48,6 procent av rösterna. Det var fram till dess CDU/CSU:s näst bästa valresultat överhuvudtaget. Efter valet slutade Kohl som ministerpresident i Rheinland-Pfalz och blev gruppledare för CDU/CSU i förbundsdagen och därmed oppositionsledare. En konflikt mellan CDU och CSU, med ledarna Kohl respektive Franz Josef Strauss, följde efter valförlusten. En splittring av förbundsdagsgruppen röstades igenom av CSU, vilket blev känt som "Kreuther Trennungsbeschluss", men detta togs senare tillbaka. Det hela ledde dock till att Strauss 1980 kom att vara CDU/CSU:s kanslerkandidat. Man förlorade 1980 års förbundagsval och Strauss fortsatte som Bayerns ministerpresident och Kohl som oppositionsledare i Bonn (där den västtyska förbundsdagen hade sitt säte).
Kohl var ledamot av förbundsdagen 1976–2002.

### Förbundskansler

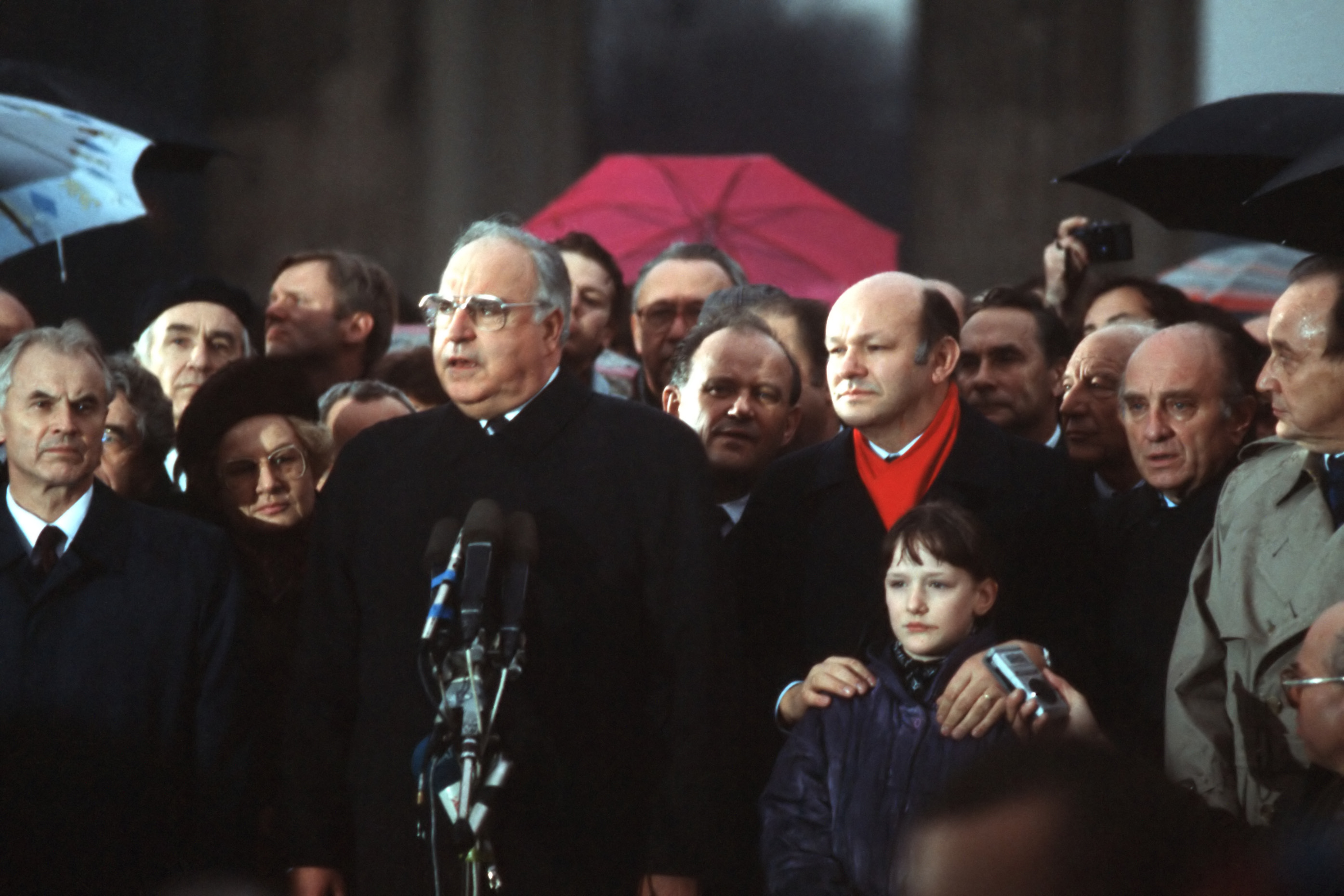
DDR:s ministerråds ordförande Hans Modrow, förbundskansler Helmut Kohl, Västberlins borgmästare Walter Momper. I bakgrunden mellan Kohl och Momper Östberlins Oberbürgermeister Erhard Krack under öppnandet av Brandenburger Tor 22 december 1989.

Helmut Kohl blev förbundskansler 1982, efter en misstroendeförklaring mot den socialdemokratiske förbundskanslern Helmut Schmidt efter att SPD:s liberala koalitionspartner FDP lämnat regeringssamarbetet. Kohl blev därmed ledare för en CDU/CSU-FDP-regering, en koalition som fortsatte även efter det följande förbundsdagsvalet 1983.
Helmut Kohl och Frankrikes president François Mitterrand gick tillsammans in för ett franskt-tyskt försvars- och säkerhetsråd och ett närings- och finansråd samt en enhetlig europeisk utrikes- och säkerhetspolitik inom Europeiska gemenskaperna. De båda var också drivande i skapandet av den inre marknaden och Europeiska unionen via 1992 års Maastrichtfördrag. De hade ett nära samarbetet inom ramen för de fransk–tyska relationerna och de gjorde ett gemensamt besök vid slagfälten i Verdun 1984 vilket var en milstolpe och hade ett stort symbolvärde.
Kohls engagemang för den tyska återföreningen nådde sin kulmen 1989–1990 då han klev fram som den enande faktorn. Då hade så sent som 1987 ett historiskt och omstritt statsbesök av Östtysklands ledare Erich Honecker gjorts i Bonn.
Kohl hade stora förhoppningar gällande integrationen av det tidigare östtyska området i Förbundsrepubliken Tyskland. I ett tal den 1 juli 1990 (dagen då västtyska valutan D-Mark infördes i DDR) lovade han att förvandla Östtyskland till blomstrande landskap ("Blühende Landschaften) och menade att ingen skulle få det sämre men många bättre. Det visade sig dock vara svårt att hålla detta löfte. En stor omstrukturering startade under Treuhandanstalt med syftet att privatisera hela DDR:s egendom. Resultatet blev att de flesta företagen såldes långt under sitt egentliga värde till privatpersoner som berikade sig. När privatiseringsprocessen var avslutad hade Treuhandanstalt gjort en förlust, som fick betalas med skattepengar, på 256 miljarder D-Mark (ca 1 000 miljarder SEK).
I och med Tysklands återförening den 3 oktober 1990 blev Kohl det återförenade Tysklands första förbundskansler. Även efter det följande förbundsdagsvalet den 2 december 1990 kunde Kohl fortsätta som förbundskansler, i ledningen för en CDU/CSU-FDP-koalition. Vid 1998 års val besegrades Kohl och CDU/CSU av den nya rödgröna koalitionen med SPD och Allians 90/De gröna under SPD:s Gerhard Schröder.

### Partiskandal
Efter Kohls tid som förbundskansler kom en partiskandal att nystas upp och han anklagades för korruption. Enligt Kohl hade han tagit emot 1,5–2 miljoner D-Mark (ca 8–10 miljoner SEK), förmodligen från vapenlobbyister. Vilka som hade gett honom pengarna kom aldrig fram eftersom han vägrade att offentliggöra namnen. Under partiskandalen kom det fram att CDU hade tagit emot flera illegala donationer.

## Bedömning av Kohls politiska verk
Helmut Kohls politiska verk bedöms på olika sätt. En del ser i honom den politiker som aktivt gestaltade den europeiska föreningsprocessen (dvs Europeiska unionen) och den tyska återföreningen. Andra betonar däremot att han har bidragit till återföreningen men att andra politiker före honom skapade grunderna för närmandet mellan Västtyskland och Östtyskland. Dessutom menar kritikerna att den snabba privatiseringen av DDR:s ekonomi medförde negativa ekonomiska och sociala konsekvenser.
1998 utnämndes Kohl till europeisk hedersmedborgare.

## Privatliv och senare år
1960 gifte sig Kohl med Hannelore Renner (1933–2001), som han känt sedan 1948. De hade tillsammans två söner. Hannelore Kohl tog sitt liv med sömntabletter den 5 juli 2001 efter att ha lidit av en allvarlig ljusallergisjukdom under flera år.
Helmut Kohls privatliv var länge ganska okänt för offentligheten. På senare tid har det kommit fram att Kohl prioriterade politiken utan hänsyn till familjelivet och beskrivs som frånvarande av hans två söner. Efter makan Hannelores självmord gifte Kohl om sig med Maike Richter den 8 maj 2008, och sönerna Walter och Peter Kohl informerades om bröllopet via ett telegram. Strax före bröllopet hade Kohl ramlat svårt och hade sedan dess svårt att gå och tala. Således blev hans framträdanden i offentligheten allt mer sällsynta. De sista åren i hans liv hade Helmut Kohl ingen kontakt med sönerna längre. Sista gången sonen Walter Kohl hade pratat med fadern var sommaren 2011. Helmut Kohls död fick han reda på via radion.
Den storväxte Kohl (193 cm lång och stor kroppshydda) blev känd för sina årliga ”avspäckningskurer” med tillhörande vandringar i Alperna samt för sin förkärlek till den pfalziska maträtten suggmage. Sveriges före detta statsminister Göran Persson har även uttalat sig om att Kohl skulle äta stora mängder rent smör.
Den 4 mars 2004 gav Kohl ut den första delen av sina memoarer, Erinnerungen, 1930–1982. 2006 följde den andra delen som handlar om hans första tid som förbundskansler 1982–1990. 
Under den senare delen av sitt liv delade Kohl sin tid mellan Berlin och stadsdelen Oggersheim i Ludwigshafen.